# Mirafra ashi
La alondra de Ash (Mirafra ashi) es una especie de ave en la familia Alaudidae. Es una especie propia de África.
Su nombre hace honor al ornitólogo británico John Sidney Ash.

## Descripción
Mide unos 14 cm de largo. Sus partes superiores son de un tono gris-amarronado con zonas más claras en los bordes de las plumas de su manto, la zona inferior es de color ante y posee rayitas amarronadas, y vientre más claro, una cresta clara, y líneas de cejas color ante.

## Distribución y hábitat
Es endémica de Somalía.
Su hábitat natural son los pastizales secos bajos subtropicales o tropicales. Su comportamiento típico es correr sobre el terreno desnudo entre matorrales de pasto y posarse sobre un tussok. Se encuentra amenazada por pérdida de hábitat a causa de desarrollos inmobiliarios en zonas costeras.